# Emprenedoria

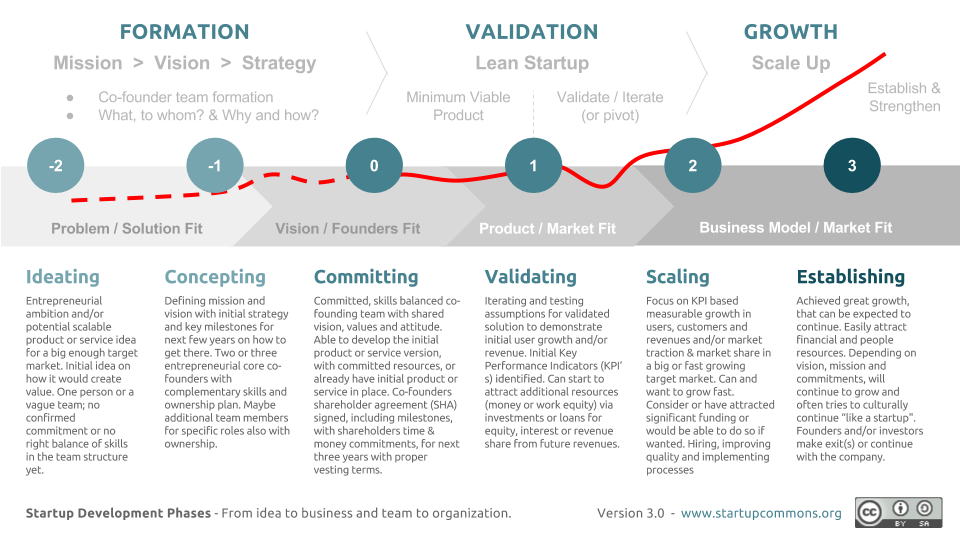
Fases en el desenvolupament d'una start-up

L'emprenedoria és el procés de dissenyar, llançar i administrar un nou negoci, que comença amb una petita empresa o empresa emergent, oferint al mercat un producte, servei o procés diferenciat. Ha estat definit com “La capacitat i voluntat de desenvolupar i administrar l'obertura d'un nou negoci, juntament amb els riscos que això implica, per tal de generar guanys”.
A causa dels grans riscos de llançar una empresa, una part significativa d'aquests negocis han de tancar a causa de "manca de finançament, males decisions de negoci, crisi econòmica o per manca de demanda al mercat", s'ha associat la figura de l'emprenedor amb aquell que iniciar una nova activitat empresarial. A la dècada 2000-2010, però, la definició d'"emprenedoria" es va ajustar per explicar com alguns individus (o equips) identifiquen oportunitats, les avaluen com a viables i decideixen explotar-les, i s'usen aquestes oportunitats per desenvolupar nous productes o serveis, obrir noves empreses o fins i tot indústries.
En el context de l’economia, el terme emprenedoria s'utilitza per referir-se a una entitat que té la capacitat de traduir invencions o tecnologies en productes i serveis. En aquest sentit, l’emprenedoria descriu activitats tant de les empreses establertes com de les noves empreses.
L'emprenedoria és duta a terme per les persones emprenedores; actualment s'entén que han de comptar amb un conjunt d'habilitats i destreses com són la creativitat, el lideratge, el treball en equip, la innovació, la presa de decisions.

## Perspectives sobre l'emprenedoria
Durant el segle XXI, els governs dels estats nació han intentat fomentar l’emprenedoria i la cultura empresarial, amb l’esperança que això milloraria o estimularia el creixement econòmic i la competència. Després de l’acabament de l'economia de l’oferta (després de la dècada de 1980, quan es creia que la simple reducció d’impostos estimularia l’oferta), es va pensar que el foment de l’emprenedoria impulsaria l’economia.
Com a camp acadèmic, l’emprenedoria acull diferents escoles de pensament. S'ha estudiat en disciplines com la gestió, l’economia, la sociologia i la història econòmica. Hi ha qui considera que l’emprenedoria està assignada a «l’emprenedor». Des d’aquesta perspectiva, es tendeix a centrar-se en què fa un emprenedor i quins trets té. Això de vegades es coneix com l’enfocament funcionalista de l’emprenedoria. Altres es desvien de la perspectiva individualista per posar l’èmfasi en «el procés emprenedor» i submergir-se en la interacció entre l’agència i el context. Aquest enfocament de vegades es coneix com l’enfocament processual, o el gir o enfocament contextual de l’emprenedoria.

## Elements
L'emprenedoria inclou la creació o extracció de valor econòmic. És l'acte de ser emprenedor, o propietari o gestor d'una empresa que, per risc i iniciativa, intenta obtenir beneficis. L'empresariat actua com a gestor i supervisa el llançament i el creixement d'una empresa. L'emprenedoria és el procés pel qual un individu o un equip identifica una oportunitat de negoci i adquireix i desplega els recursos necessaris per a la seva explotació.
A principis del segle XIX, l'economista francès Jean-Baptiste Say va donar una àmplia definició de l'emprenedoria, dient que "desplaça els recursos econòmics d'una àrea de menys productivitat a una àrea de més productivitat i més rendiment". Els empresaris creen quelcom nou i únic: canvien o transmuten el valor.
Independentment de la mida de l'empresa, gran o petita, pot participar en activitats d'emprenedoria. Hi ha quatre criteris per ser emprenedor. En primer lloc, hi ha d'haver oportunitats o situacions per recombinar recursos per generar beneficis. En segon lloc, l'emprenedoria requereix diferències entre les persones, com ara un accés preferent a determinats individus o la capacitat de reconèixer informació sobre oportunitats. En tercer lloc, es necessari assumir un nivell de risc. En quart lloc, el procés emprenedor requereix l'organització de persones i recursos.
L'emprenedor és un factor i l'estudi de l'emprenedoria es remunta a l'obra de Richard Cantillon i Adam Smith a finals del segle xvii i principis del XVIII. Tanmateix, l'emprenedoria es va ignorar en gran manera teòricament fins a finals del segle XIX i principis del XX i empíricament fins a un profund ressorgiment dels negocis i l'economia des de finals de la dècada de 1970.
Al segle xx, la comprensió de l'emprenedoria deu molt al treball de l'economista Joseph Schumpeter als anys 1930 i d'altres economistes austríacs com Carl Menger, Ludwig von Mises i Friedrich von Hayek. Segons Schumpeter, un emprenedor és una persona disposada i capaç de convertir una nova idea o invenció en una innovació reeixida. L'emprenedoria utilitza el que Schumpeter va anomenar "el vendaval de la destrucció creativa" (anglès: «the gale of creative destruction») per substituir totalment o parcial innovacions inferiors en els mercats i les indústries, creant simultàniament nous productes, inclosos nous models de negoci.
S'ha argumentat que la destrucció creativa és en gran part responsable del dinamisme de les indústries i del creixement econòmic a llarg termini. La suposició que l'emprenedoria condueix al creixement econòmic és una interpretació del residu en la teoria del creixement endogen i, com a tal, es debat en l'economia acadèmica. Una descripció alternativa proposada per Israel Kirzner suggereix que la majoria de les innovacions poden ser millores molt més incrementals com la substitució del paper per plàstic en la fabricació de palletes.

## Oportunitats emprenedores
L'explotació d'oportunitats emprenedores pot incloure:
- Elaboració d'un pla de negoci
- Contractació de recursos humans
- Adquisició de recursos econòmics i materials
- Oferint lideratge
- Ser responsable tant de l'èxit com del fracàs de l'empresa
- Aversió al risc

L'economista Joseph Schumpeter (1883-1950) va veure el paper de l'emprenedor en l'economia com una "destrucció creativa", que va definir com el llançament d'innovacions que simultàniament destrueixen les antigues indústries i introduïen noves indústries i enfocaments. Per a Schumpeter, els canvis i «l'equilibri econòmic dinàmic provocats per l'empresari innovador eren la norma d'una economia sana». Tot i que l'emprenedoria sovint s'associa amb empreses noves, petites i amb ànim de lucre, el comportament emprenedor es pot observar en empreses petites, mitjanes i grans, empreses noves i establertes i en organitzacions amb ànim de lucre i sense ànim de lucre, inclosos els grups del sector del voluntariat, les organitzacions benèfiques i el govern, com amb l'emprenedoria social.
L'emprenedoria pot operar dins d'un ecosistema d'emprenedoria que sovint inclou:
- Programes i serveis governamentals que fomenten l'emprenedoria i donen suport als emprenedors i les empreses emergents.
- Organitzacions no governamentals, com ara associacions de petites empreses i organitzacions que ofereixen assessorament i assessorament als emprenedors (per exemple, a través de centres d'emprenedoria o llocs web).
- Organitzacions de defensa de les petites empreses que pressionen els governs per augmentar el suport als programes d'emprenedoria i lleis i regulacions més favorables a les petites empreses.
- Recursos i instal·lacions per a l'emprenedoria (per exemple, vivers d'empreses i acceleradores de noves empreses).
- Programes d'educació i formació en emprenedoria que ofereixen escoles, col·legis i universitats.
- Finançament (p.ex. préstecs bancaris, finançament de capital de risc, inversió d'àngels i subvencions de fundacions públiques i privades).[22]

A la dècada de 2000, l'ús del terme "emprenedoria" es va ampliar per incloure com i per què alguns individus (o equips) identifiquen oportunitats, les avaluen com a viables i després decideixen explotar-les. El terme també s'ha utilitzat per discutir com les persones poden utilitzar aquestes oportunitats per desenvolupar nous productes o serveis, llançar noves empreses o indústries i crear riquesa. El procés emprenedor és incert perquè les oportunitats només es poden identificar després d'haver estat explotades.
Els emprenedors mostren habilitats per trobar noves possibilitats i veure necessitats del mercat no satisfetes, i una tendència a assumir riscos que els fa més propensos a explotar oportunitats de negoci.

## Història

### Ús històric

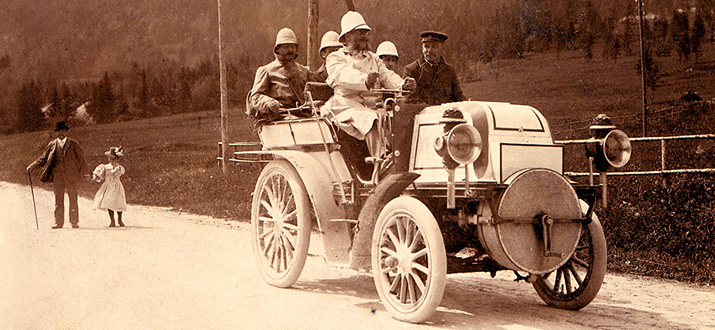
Emil Jellinek-Mercedes (1853–1918), aquí al volant del seu Phoenix Double-Phaeton

El terme "emprenedor" (i en anglès s'empra actualment el terme d'origen francès "entrepreneur" com a préstec) va aparèixer per primera vegada al diccionari francès titulat Dictionnaire Universel de Commerce compilat per Jacques des Bruslons i publicat el 1723. Especialment a la Gran Bretanya, el terme "aventurer" s'utilitzava sovint per designar el mateix significat. L'estudi de l'emprenedoria es remunta als treballs de finals del segle xvii i principis del XVIII de l'economista irlandès-francès Richard Cantillon, que va ser fonamental per a l'Economia clàssica. Cantillon va definir el terme primer al seu Essai sur la Nature du Commerce en Général, un llibre que William Stanley Jevons considerava el "bressol de l'economia política". Cantillon va definir el terme com una persona que paga un preu determinat per un producte i el ven a un preu incert, "prenent decisions sobre l'obtenció i utilització dels recursos i, en conseqüència, admet el risc de l'empresa". Cantillon considerava que l'emprenedor és algú que assumeix riscos que deliberadament destina recursos per aprofitar les oportunitats per maximitzar el rendiment financer. Cantillon va destacar la voluntat de l'emprenedor d'assumir el risc i de fer front a la incertesa, per això va cridar l'atenció sobre la funció de l'emprenedor i va distingir entre la funció de l'emprenedor i el propietari que aportava els diners.
Jean-Baptiste Say també va identificar els emprenedors com a motor del desenvolupament econòmic, posant l'èmfasi en el seu paper com un dels factors que aprupa la producció i destina els recursos de camps de menys a més productius. Tant Say com Cantillon pertanyien a l'escola de pensament francesa i es coneixien com els fisiòcrates.
Si es mira l'època dels gremis medievals a Alemanya, un artesà necessitava un permís especial per operar com a emprenedor, la petita prova d'habilitats competencials, que limitava la formació dels aprenents als artesans que tenien un certificat de mestre. Aquesta institució es va introduir l'any 1908 després d'un període de l'anomenada llibertat de comerç (introduïda el 1871) al Reich alemany. No obstant això, no calia prova de competència per iniciar una empresa. El 1935 i el 1953 es va reintroduir una prova de competència més àmplia, que obligava als artesans a obtenir un certificat de formació d'aprenent de mestre abans de poder establir una nova empresa.
A l'Imperi Aixanti, els emprenedors d'èxit que van acumular grans riqueses i els que es van distingir per fets heroics van rebre reconeixement social i polític en ser anomenats "Abirempon", que significa grans homes. Als segles XVIII i XIX dC, la denominació "Abirempon" s'havia formalitzat i polititzat per abraçar aquells que feien comerç del qual es beneficiava tot l'estat. L'estat va recompensar els emprenedors que aconseguien aquests èxits amb un mosquer fet de pels de cua d'elefant, coneguts amb el nom de "mena", que era la "insígnia heràldica".

### Segle XX
Al segle xx, l'emprenedoria va ser estudiada per Joseph Schumpeter a la dècada de 1930 i per altres economistes austríacs com Carl Menger (1840–1921), Ludwig von Mises (1881–1973) i Friedrich von Hayek (1899–1992). Mentre que el préstec del francès de la paraula anglesa "entrepreneur" (emprenedor) data de 1762, la paraula "entrepreneurism" (emprenedorisme) data de 1902 i el terme "entrepreneurship" (emprenedoria) també va aparèixer per primera vegada el 1902. Segons Schumpeter, un emprenedor està disposat i és capaç de convertir una nova idea o invenció en una innovació reeixida. L'emprenedoria empra el que Schumpeter va anomenar el "el vendaval de la destrucció creativa" per substituir totalment o parcial ofertes inferiors als mercats i indústries, creant simultàniament nous productes i nous models de negoci. Per tant, la destrucció creativa és en gran manera responsable del creixement econòmic a llarg termini. La idea que l'emprenedoria condueix al creixement econòmic és una interpretació del residu en la teoria del creixement endogen i, com a tal, continua sent debatut en economia acadèmica. Una descripció alternativa d'Israel Kirzner (nascut el 1930) suggereix que la majoria de les innovacions poden ser millores incrementals, com ara la substitució del paper per plàstic en la construcció d'una palleta, que no requereixen qualitats especials.
Per a Schumpeter, l'emprenedoria va donar lloc a noves indústries i a noves combinacions d'ofertes existents. L'exemple inicial de Schumpeter d'això va ser la combinació d'una màquina de vapor i les tecnologies actuals de fabricació de vagons per produir el carruatge sense cavalls. En aquest cas, la innovació (és a dir, el cotxe) va ser transformadora, però no va requerir el desenvolupament d'una nova tecnologia espectacular. No va substituir immediatament el carruatge tirat per cavalls, però amb el temps les millores incrementals van reduir el cost i van millorar la tecnologia, donant lloc a la indústria automobilística moderna. Malgrat les contribucions de Schumpeter a principis del segle xx, la teoria microeconòmica tradicional no considerava formalment l'emprenedor en els seus marcs teòrics (en lloc d'assumir que els recursos es trobarien entre ells a través d'un sistema de preus). En aquest tractament, l'empresari era un actor implícit però no especificat, coherent amb el concepte que l'empresari era l'agent de l'eficiència X.
Per a Schumpeter, l'emprenedor no assumia el risc: el capitalista sí. Schumpeter creia que l'equilibri era imperfecte. Schumpeter (1934) va demostrar que l'entorn canviant proporciona contínuament nova informació sobre l'assignació òptima de recursos per millorar la rendibilitat. Alguns individus adquireixen la nova informació abans que altres i recombinen els recursos per obtenir un benefici empresarial. Schumpeter va opinar que els emprenedors desplacen la frontera de possibilitats de producció a un nivell superior mitjançant innovacions.
Inicialment, els economistes van fer el primer intent per estudiar en profunditat el concepte d'emprenedoria. Alfred Marshall va veure l'emprenedor com un capitalista multitasca i va observar que en l'equilibri d'un mercat completament competitiu no hi havia lloc per als "emprenedors" com a creadors d'activitat econòmica.
Els canvis en la política i la societat a Rússia i la Xina a finals del segle xx van veure una floració de l'activitat empresarial, produint oligarques russos i milionaris xinesos.

### Segle XXI

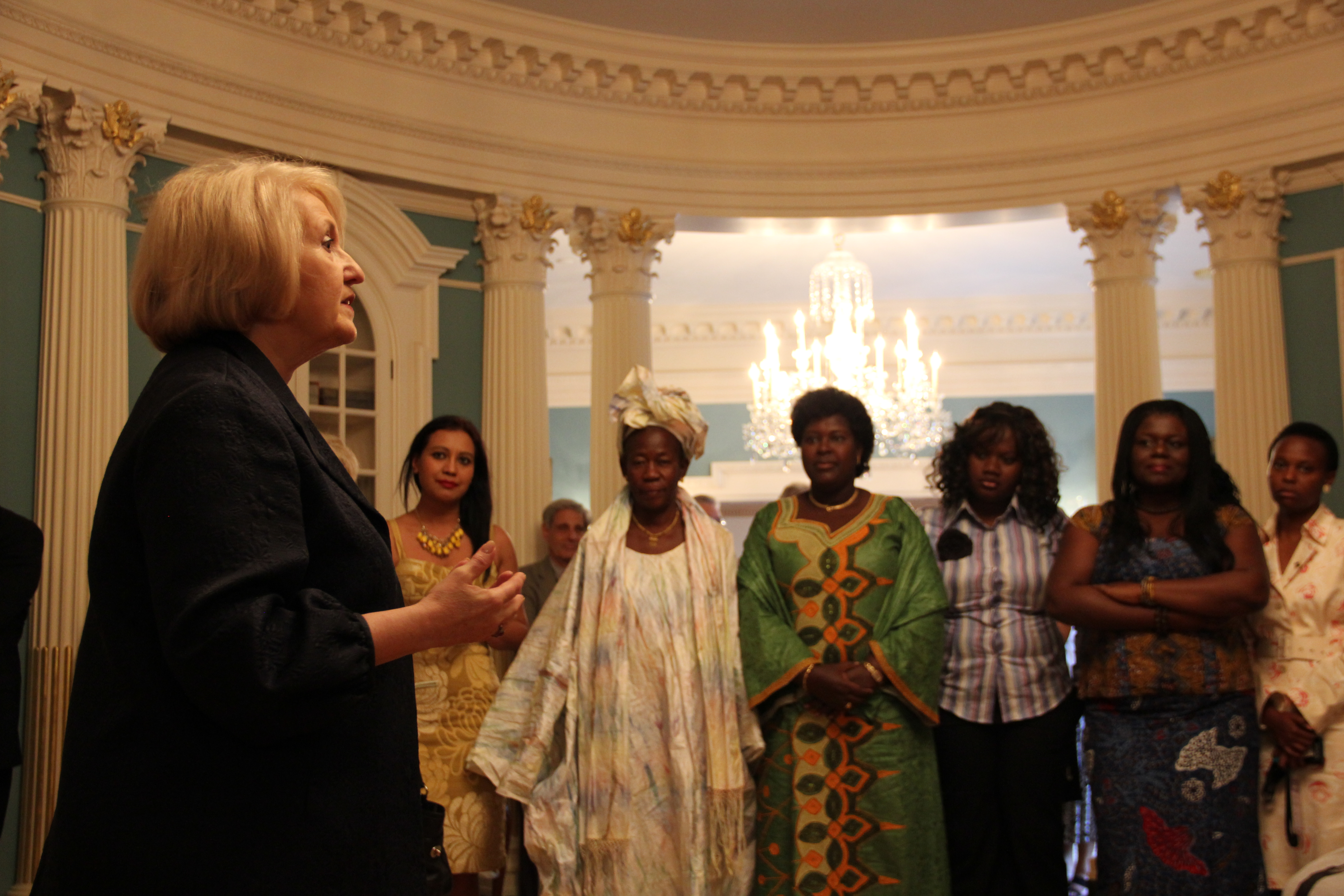
El 2012, l'ambaixadora general per a les qüestions mundials de la dona, Melanne Verveer, va saludar les participants en un programa d'emprenedoria de dones africanes al Departament d'Estat dels EUA a Washington, DC.

A la dècada del 2000, l'emprenedoria es va estendre des dels seus orígens a les empreses amb ànim de lucre fins a incloure l'emprenedoria social, en la qual es busquen objectius empresarials al costat d'objectius socials, ambientals o humanitaris i, fins i tot, el concepte d'emprenedor polític. L'emprenedoria dins d'una empresa existent o una gran organització s'ha denominat intraemprenedoria i pot comportar que empreses grans generin empreses derivades (anglès: spin-off).
Els emprenedors són líders disposats a assumir riscos i exercir la iniciativa, aprofitant les oportunitats del mercat planificant, organitzant i desplegant recursos, sovint innovant per crear nous productes o serveis o millorant els existents. A la dècada del 2000, el terme "emprenedoria" es va estendre per incloure una mentalitat específica que dona lloc a iniciatives emprenedores, per exemple, en forma d'emprenedoria social, emprenedoria política o emprenedoria del coneixement.
Segons Paul Reynolds, fundador del Global Entrepreneurship Monitor, "quan arriben als anys de jubilació, la meitat dels homes assalariats als Estats Units probablement tinguin un període de treball per compte propi d'un o més anys; un de cada quatre pot fer-ho durant sis anys o més. Participar en la creació d'una nova empresa és una activitat habitual entre els treballadors dels EUA al llarg de la seva carrera professional". En els darrers anys, s'ha reivindicat l'emprenedoria com un dels principals motors del creixement econòmic tant als Estats Units com a Europa occidental.
Les activitats emprenedores difereixen substancialment segons el tipus d'organització i la creativitat implicada. El rang de l'emprenedoria va des de projectes individuals a temps parcial fins a empreses a gran escala que impliquen un equip i que poden crear molts llocs de treball. Moltes iniciatives emprenedores d'«alt rendiment» busquen capital de risc o finançament d'àngels inversors (capital llavor) per captar capital per crear i expandir el negoci. Existeixen moltes organitzacions per donar suport als emprenedors potencials, incloses les agències governamentals especialitzades, les incubadores d'empreses (que poden ser amb ànim de lucre, sense ànim de lucre o gestionades per un col·legi o universitat), parcs científics i organitzacions no governamentals, que inclouen una varietat d'organitzacions incloses les organitzacions sense afany de lucre, organitzacions benèfiques, fundacions i grups de defensa empresarial (per exemple les Cambres de comerç).

## Conductes emprenedores

### Percepció d'incertesa i propensió al risc
Els teòrics Frank Knight i Peter Drucker van definir l'emprenedoria en termes de propensió al risc. L'emprenedor està disposat a posar en joc la seva carrera i la seva seguretat financera i assumir riscos en nom d'una idea, invertint temps i capital en una empresa incerta. No obstant això, sovint els emprenedors no creuen que hagin assumit una gran quantitat de risc perquè no perceben que el nivell d'incertesa sigui tan alt com ho fan altres persones. Knight va classificar tres tipus d'incertesa:
- Risc, que es pot mesurar estadísticament (com la probabilitat de treure una bola de color vermell d'un pot que conté cinc boles vermelles i cinc boles blanques).
- Ambigüitat, que és difícil de mesurar estadísticament (com la probabilitat de treure una bola vermella d'un pot que conté cinc boles vermelles però un nombre desconegut de boles blanques).
- La veritable incertesa o la incertesa Knightiana, que és impossible d'estimar o predir estadísticament (com la probabilitat de treure una bola vermella d'un pot el contingut del qual, en termes de nombre de boles de colors, és totalment desconegut).

L'emprenedoria sovint s'associa amb una veritable incertesa, especialment quan implica la creació d'un nou bé o servei, per a un mercat que no existia anteriorment, més que quan una empresa crea una millora incremental d'un producte o servei existent. Un estudi de 2014 a l'ETH Zürich va trobar que, en comparació amb els directius típics, els emprenedors van mostrar més eficiència en la presa de decisions i una activació més forta a les regions del còrtex prefrontal (FPC) associades anteriorment amb l'elecció exploratòria.

### Dissenyar un nexe individu/oportunitat
Segons Shane i Venkataraman, l'emprenedoria comprèn tant "individus emprenedors" com "oportunitats emprenedores", de manera que els investigadors haurien d'estudiar la naturalesa dels individus que identifiquen oportunitats quan els altres no ho fan, les oportunitats en si mateixes i el nexe entre individus i oportunitats. D'altra banda, Reynolds et al. argumenten que els individus estan motivats per participar en esforços emprenedors impulsats principalment per la necessitat o l'oportunitat, és a dir, els individus persegueixen l'emprenedoria principalment per necessitats de supervivència o perquè identifiquen oportunitats de negoci que satisfan la seva necessitat d'assoliment. Per exemple, més desigualtat econòmica tendeix a augmentar les taxes d'emprenedoria basades en la necessitat a nivell individual.

### Percepció d'oportunitats i biaixos
Un estudi va trobar que certs gens que afecten la personalitat poden influir en els ingressos dels treballadors autònoms. Algunes persones poden ser capaces d'utilitzar "una capacitat innata" o sentit quasi estadístic per avaluar l'opinió pública i la demanda del mercat de nous productes o serveis. Els emprenedors solen tenir la capacitat de veure les necessitats del mercat no satisfetes i els mercats desatesos. Tot i que alguns emprenedors assumeixen que poden intuir i esbrinar què pensen els altres, els mitjans de comunicació tenen un paper crucial a l'hora de configurar les opinions i la demanda. Ramoglou argumenta que els emprenedors no són tan distintius i que són essencialment les pobres conceptualitzacions dels "no emprenedors" les que mantenen retrats elogiosos dels "emprenedors " com a innovadors o líders excepcionals. Els emprenedors sovint tenen excés de confiança, mostren il·lusió de control, quan estan obrint i ampliant negocis o nous productes i serveis.

### Estils
Les diferències en les organitzacions emprenedores sovint reflecteixen parcialment les identitats heterogènies de qui les funden. Fauchart i Gruber han classificat els emprenedors en tres tipus principals: darwinians, comunitaris i missioners. Aquest tipus d'emprenedors divergeixen de manera fonamental en les seves autovisions, motivacions socials i patrons de creació de noves empreses.

### Comunicació
Els emprenedors han de practicar una comunicació eficaç tant dins de la seva empresa com amb socis i inversors externs per llançar i fer créixer una empresa i permetre-la sobreviure. Un emprenedor necessita un sistema de comunicació que vinculi el personal de la seva empresa i connecti l'empresa amb empreses i clients externs. Els emprenedors han de ser líders carismàtics, perquè puguin comunicar una visió de manera eficaç al seu equip i ajudar a crear un equip fort. Comunicar una visió als seguidors pot ser l'acte més important del líder transformador. Les visions convincents proporcionen als empleats un sentit de propòsit i fomenten el compromís. Segons Baum et al. i Kouzes i Posner, la visió s'ha de comunicar mitjançant declaracions escrites i mitjançant comunicació en persona. Els líders emprenedors han de parlar i escoltar per articular la seva visió als altres.
La comunicació és fonamental en el paper de l'emprenedoria perquè permet als líders convèncer potencials inversors, socis i empleats sobre la viabilitat d'una empresa. Els emprenedors han de comunicar-se de manera eficaç amb els accionistes. Els elements no verbals de la parla com el to de veu, la mirada de l'emissor, el llenguatge corporal, els gestos amb les mans i l'estat de les emocions també són eines de comunicació importants. La Teoria de l'acomodació comunicativa postula que al llarg de la comunicació la gent intentarà adaptar-se o ajustar el seu mètode de parlar amb els altres. La Teoria de la negociació facial descriu com persones de diferents cultures gestionen la negociació de conflictes per mantenir la "cara". El model de comunicació "intensificar i minimitzar" de Hugh Rank el poden utilitzar els emprenedors que estan desenvolupant un nou producte o servei. Rank argumenta que els emprenedors han de ser capaços d'intensificar els avantatges del seu nou producte o servei i minimitzar els desavantatges per persuadir els altres perquè donin suport a la seva empresa.

## Aspectes psicològics
L'economista de la Universitat Stanford Edward Lazear va trobar en un estudi del 2005 que la varietat en l'educació i l'experiència laboral era el tret més important que distingia els emprenedors dels no emprenedors. Un estudi de 2013 d'Uschi Backes-Gellner de la Universitat de Zuric i Petra Moog de la Universitat de Siegen a Alemanya va trobar que una xarxa social diversa també era una característica important dels estudiants que es convertirien en emprenedors.
Els estudis mostren que les tendències psicològiques dels emprenedors i les emprenedores són més semblants que diferents. Els estudis empírics suggereixen que les emprenedores tenen fortes habilitats de negociació i habilitats per generar consens. Åsa Hansson, que va analitzar l'evidència empírica de Suècia, va trobar que la probabilitat de ser autònom disminueix amb l'edat per a les dones, però augmenta amb l'edat per als homes. També va trobar que el matrimoni augmentava la probabilitat que una persona esdevingués emprenedora.
Jesper Sørensen va escriure el 2010 que les influències significatives en la decisió de convertir-se en emprenedor inclouen els companys del lloc de treball i la composició social. Sørensen va descobrir una correlació entre treballar amb antics emprenedors i la freqüència amb què aquests individus esdevenen emprenedors ells mateixos, en comparació amb els que no treballaven amb emprenedors. La composició social pot influir en l'emprenedoria dels companys demostrant la possibilitat d'èxit, estimulant una actitud de si "ell ho pot fer, per què jo no?". Com va dir Sørensen: "Quan et trobes amb altres que s'han llançat sols, no sembla tan esbojarrat".
Els emprenedors també poden ser impulsats a l'emprenedoria per experiències passades. Si algú s'ha enfrontat a múltiples aturades laborals o ha estat a l'atur en el passat, la probabilitat de convertir-se en emprenedor augmenta. Segons el marc d'estudi de la personalitat de Cattell, tant els trets de la personalitat com les actituds són investigats a fons pels psicòlegs. Tanmateix, en el cas de la recerca en emprenedoria, aquestes nocions són emprades pels acadèmics també, però vagament. Cattell afirma que la personalitat és un sistema que està més fortament relacionat amb l'entorn, i afegeix que aquest sistema busca una explicació a les complexes transaccions realitzades entre trets i actituds. Això es deu al fet que tots dos provoquen canvis i creixement en una persona. La personalitat és aquella que informa el que farà un individu davant una situació determinada. La resposta d'una persona es desencadena per la seva personalitat i la situació a què s'enfronta.
És més probable que els emprenedors innovadors experimentin allò que el psicòleg Mihály Csíkszentmihályi anomena "flux". El "flux" es produeix quan un individu s'oblida del món exterior perquè està completament implicat en un procés o activitat. Csíkszentmihályi va suggerir que les innovacions disruptives tendeixen a produir-se a mans d'individus en aquest estat. Altres investigacions han conclòs que una forta motivació interna és un ingredient vital per a la innovació disruptiva. El flux es pot comparar amb el concepte de normalització de Maria Montessori, un estat que inclou la capacitat de l'infant per a períodes llargs i alegres d'intensa concentració. Csíkszentmihályi va reconèixer que l'entorn preparat de Montessori ofereix a la infància oportunitats per aconseguir el flux. Així, la qualitat i el tipus d'educació primerenca poden influir en la capacitat emprenedora.
La investigació sobre entorns d'alt risc com ara plataformes petrolieres, banca d'inversió, cirurgia mèdica, pilotatge d'avions i centrals nuclears ha relacionat la desconfiança amb l'evitació de fallades. Quan es necessiten estratègies no rutinàries, les persones que desconfien funcionen millor, mentre que quan es necessiten estratègies rutinàries ho són les persones que confien. Gudmundsson i Lechner van ampliar aquesta investigació a les empreses emprenedores. Van argumentar que a les empreses emprenedores l'amenaça de fracàs és sempre present, semblant-se a situacions no rutinàries en entorns d'alt risc. Van trobar que les empreses d'emprenedors desconfiats tenien més probabilitats de sobreviure que les empreses d'emprenedors optimistes o excessivament confiats. Els motius van ser que els emprenedors desconfiats posarien èmfasi en la prevenció de fracàs mitjançant una selecció de tasques raonables i més anàlisis. Kets de Vries ha assenyalat que els emprenedors desconfiats estan més alerta sobre el seu entorn extern. Va concloure que els empresaris que desconfien tenen menys probabilitats de descomptar els esdeveniments negatius i són més propensos a implicar mecanismes de control. De la mateixa manera, Gudmundsson i Lechner van trobar que la desconfiança condueix a una major precaució i, per tant, augmenta les possibilitats de supervivència de l'empresa emprenedora.
Els investigadors Schoon i Duckworth van completar un estudi el 2012 que podria ajudar a identificar qui pot convertir-se en emprenedor a una edat primerenca. Van determinar que les millors mesures per identificar un jove emprenedor són l'estatus familiar i social, el model de rol dels pares, les competències emprenedores als 10 anys, el rendiment acadèmic als 10 anys, l'autoeficàcia generalitzada, les habilitats socials, la intenció emprenedora i l'experiència de l'atur.

### Emprenedoria estratègica
Alguns estudiosos han construït una definició operativa d'una subcategoria més específica anomenada "emprenedoria estratègica". Estretament lligada als principis de la gestió estratègica, aquesta forma d'emprenedoria està "preocupada pel creixement, la creació de valor per als clients i, posteriorment, la creació de riquesa per als propietaris". Un article del 2011 per a l'Acadèmia de Gestió va proporcionar un model d'emprenedoria estratègica de tres passos, "Insum-Procés-Resultat". Els tres passos del model comporten la recollida de diferents recursos, el procés d'orquestrar-los de la manera necessària i la posterior creació d'avantatge competitiu, valor per als clients, riquesa i altres beneficis. Mitjançant l'ús adequat de tècniques de gestió i lideratge estratègic i la implementació d'un pensament emprenedor amb riscos, l'emprenedor estratègic és, per tant, capaç d'alinear els recursos per crear valor i riquesa.

### Lideratge
El lideratge en emprenedoria es pot definir com un "procés d'influència social en el qual una persona pot comptar amb l'ajuda i el suport d'altres per a la realització d'una tasca comuna", en "qui emprèn innovacions, finances i perspicàcia empresarial en un esforç per transformar les innovacions en béns econòmics".
Això es refereix no només a l'acte d'emprenedoria com a gestionar o iniciar un negoci, sinó a com s'aconsegueix fer-ho mitjançant aquests processos socials o habilitats de lideratge. L'emprenedoria en si mateixa es pot definir de manera una mica circular com "el procés pel qual individus, equips o organitzacions identifiquen i persegueixen oportunitats emprenedores sense estar immediatament restringits pels recursos que controlen actualment". Un emprenedor normalment té una mentalitat que busca oportunitats potencials en temps incerts. Un emprenedor ha de tenir habilitats o qualitats de lideratge per veure les oportunitats potencials i actuar-hi.
Amb el creixent mercat global i l'ús creixent de tecnologia a totes les indústries, el nucli de l'emprenedoria i la presa de decisions s'han convertit en un procés continu en lloc d'incidents aïllats. Això es converteix en gestió del coneixement, que és "identificar i aprofitar els actius intel·lectuals" perquè les organitzacions "aprofitin les experiències passades i creïn nous mecanismes per intercanviar i crear coneixement".

### Lideratge global
La majoria de les investigacions acadèmiques realitzades sobre aquests temes s'han dut a terme a Amèrica del Nord. Paraules com "lideratge" i "emprenedoria" no sempre es tradueixen bé a altres cultures i idiomes. Per exemple, a Amèrica del Nord, sovint es considera que un líder és carismàtic, però la cultura alemanya rebutja aquest carisma a causa del carisma del líder nazi Adolf Hitler (1889–1945). Altres cultures, com en alguns països europeus, veuen el terme "líder" negativament, com els francesos. L'estil de lideratge participatiu que predomina als Estats Units es considera irrespectuós en moltes altres parts del món a causa de les diferències de distància de poder.

## Formació i educació en emprenedoria
Michelacci i Schivardi són dos investigadors que creuen que identificar i comparar les relacions entre els ingressos d'un emprenedor i el nivell d'educació determinarà la taxa i el nivell d'èxit. El seu estudi es va centrar en dos nivells educatius, el grau universitari i el postgrau. Tot i que Michelacci i Schivardi no determinen específicament les característiques o trets dels emprenedors d'èxit, sí que creuen que hi ha una relació directa entre l'educació i l'èxit, i assenyalen que tenir coneixements universitaris contribueix a l'avenç a l'hora de treballar.
Michelacci i Schivardi afirmen que hi ha hagut un augment del nombre d'autònoms amb un títol de batxillerat. Tanmateix, les seves troballes també mostren que els que treballen per compte propi i tenen un títol de graduat s'han mantingut constants al llarg del temps al voltant del 33 per cent. Esmenten breument aquells emprenedors famosos com Steve Jobs i Mark Zuckerberg que van abandonar la universitat, però no consideren que aquests casos siguin excepcionals, ja que molts emprenedors veuen que l'educació formal és costosa a causa del temps que cal dedicar-hi. Michelacci i Schivardi creuen que perquè un individu assoleixi l'èxit total necessita tenir una educació més enllà de l'institut. La seva investigació demostra que com més alt és el nivell educatiu, més gran és l'èxit. La raó és que la universitat ofereix a la gent habilitats addicionals que es poden utilitzar dins del seu negoci i per operar a un nivell més alt que algú que només la "gestiona".

## Recursos i finançament

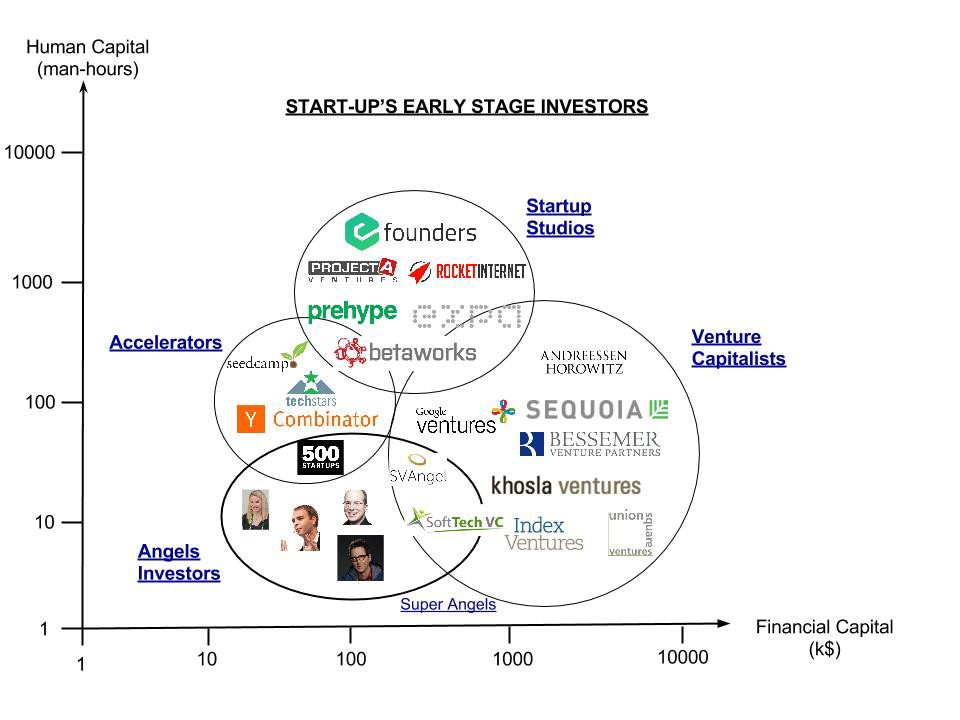
Inversors per als estadis inicials de l'emprenedoria

### Recursos emprenedors
Un recurs emprenedor és qualsevol actiu propietat de l'empresa que té capacitats de creació de valor econòmic. El valor econòmic que creen fonts tant tangibles com intangibles es consideren recursos emprenedors. El seu valor econòmic és generar activitats o serveis a través de la mobilització per part dels emprenedors. Els recursos emprenedors es poden dividir en dues categories fonamentals: recursos tangibles i recursos intangibles.
Els recursos tangibles són fonts materials com ara equipaments, edificis, mobles, terrenys, vehicles, maquinària, estoc, efectiu, fiança i inventari que té una forma física i es poden quantificar. Per contra, els recursos intangibles no són físics o són més difícils d'identificar i avaluar, i tenen més capacitat de creació de valor, com ara recursos humans, incloent habilitats i experiència en un camp determinat, estructura organitzativa de l'empresa, marca, reputació, xarxes emprenedores que contribueixen a la promoció i el suport financer, el coneixement procedimental, la propietat intel·lectual, incloent-hi els drets d'autor, les marques registrades i les patents.

### Arrencada individual

#### Antecedents contextuals
Almenys al principi, els emprenedors sovint "financen amb l'arrencada" la seva creació en lloc de buscar inversors externs d'entrada. Una de les raons per les quals alguns emprenedors prefereixen impulsar individualment és que l'obtenció de finançament en capital requereix que l'emprenedor proporcioni accions de propietat als inversors. Si la posada en marxa té èxit més endavant, aquests primers acords de finançament en forma de capital podrien suposar un benefici inesperat per als inversors i una gran pèrdua per a l'empresari. Si els inversors tenen una participació significativa en l'empresa, també poden influir en l'estratègia de l'empresa, l'elecció del conseller delegat (CEO) i altres decisions importants. Això sovint és problemàtic, ja que l'inversor i el fundador poden tenir diferents incentius pel que fa a l'objectiu a llarg termini de l'empresa. Un inversor generalment apuntarà a una sortida rendible i, per tant, promou un alt valor ràpid per fer una OPV per vendre les seves accions. En canvi, l'emprenedor fins i tot podria tenir intencions filantròpiques com a principal força motriu. Valors com aquest poden no ser adients davant la pressió a curt termini sobre els beneficis anuals i trimestrals que sovint experimenten les empreses que cotitzen en borsa dels seus propietaris.

#### Definició comuna
Una definició consensuada d'arrencada individual (anglès: bootstrapping) el veu com "un seguit de mètodes utilitzats per minimitzar la quantitat de deute extern i finançament de capital necessaris per part de bancs i inversors".

#### Metodologies relacionades
Els mètodes d'arrencada inclouen:
- Finançament del propietari, inclòs estalvis, préstecs personals i deute amb targeta de crèdit.
- Gestió del capital circulant que minimitza els comptes a cobrar.
- Ús conjunt, com ara reduir les despeses generals mitjançant el treball conjunt o utilitzant contractistes independents.
- Augmentar els comptes per pagar retardant el pagament o arrendant (rènting) en lloc de comprar equips.
- Estratègies de fabricació ajustada, com ara la minimització de l'inventari i la posada en marxa ajustada per reduir els costos de desenvolupament de productes.
- Finançament amb subvencions.

### Finançament addicional
Moltes empreses necessiten més capital del que poden aportar els propis propietaris. En aquest cas, hi ha una varietat d'opcions disponibles, incloent una gran varietat de capital privat i públic, deute i subvencions. Les opcions de capital privat inclouen:
- Acceleradores d'arrencada
- Àngels inversors
- Inversors de capital risc
- Crowdfunding de capital
- Fons d'inversió lliure

Les opcions de deute disponibles per als emprenedors inclouen:
- Préstecs de bancs, empreses financeres especialitzades (com empreses de targetes de crèdit) i organitzacions de desenvolupament econòmic.
- Línia de crèdit també de bancs i empreses financeres especialitzades.
- Microcrèdit també conegut com micropréstecs.
- Bestretes de caixa a comerciants.
- Finançament basat en els ingressos.

Les opcions de subvenció disponibles per als emprenedors inclouen:
- Acceleradores sense capital.
- Concursos de pla d'empresa/de presentació de negocis per a emprenedors universitaris i altres.
- Beques de recerca per a la innovació per a petites empreses.

### Efecte dels impostos
Els emprenedors s'enfronten a limitacions de liquiditat i sovint no tenen el crèdit necessari per demanar préstecs de grans quantitats de diners per finançar la seva empresa.
Cesaire Assah Meh va trobar que l'impost de societats crea un incentiu per convertir-se en emprenedor per evitar la doble imposició. Donald Bruce i John Deskins van trobar literatura que suggereix que una taxa d'impost de societats més alta pot reduir la quota d'emprenedors d'un estat. També van trobar que els estats amb un impost sobre successions o sobre el patrimoni tendeixen a tenir taxes d'emprenedoria més baixes quan utilitzen una mesura basada en impostos. No obstant això, un altre estudi va trobar que els estats amb un impost sobre la renda de les persones físiques més progressiu tenen un percentatge més elevat d'emprenedors individuals en la seva força de treball. En última instància, molts estudis troben que l'efecte dels impostos sobre la probabilitat de convertir-se en emprenedor és petit. Donald Bruce i Mohammed Mohsin van trobar que caldria una caiguda de 50 punts percentuals de la taxa impositiva màxima per produir un canvi d'un 1% en l'activitat empresarial.

## Predictors d'èxit

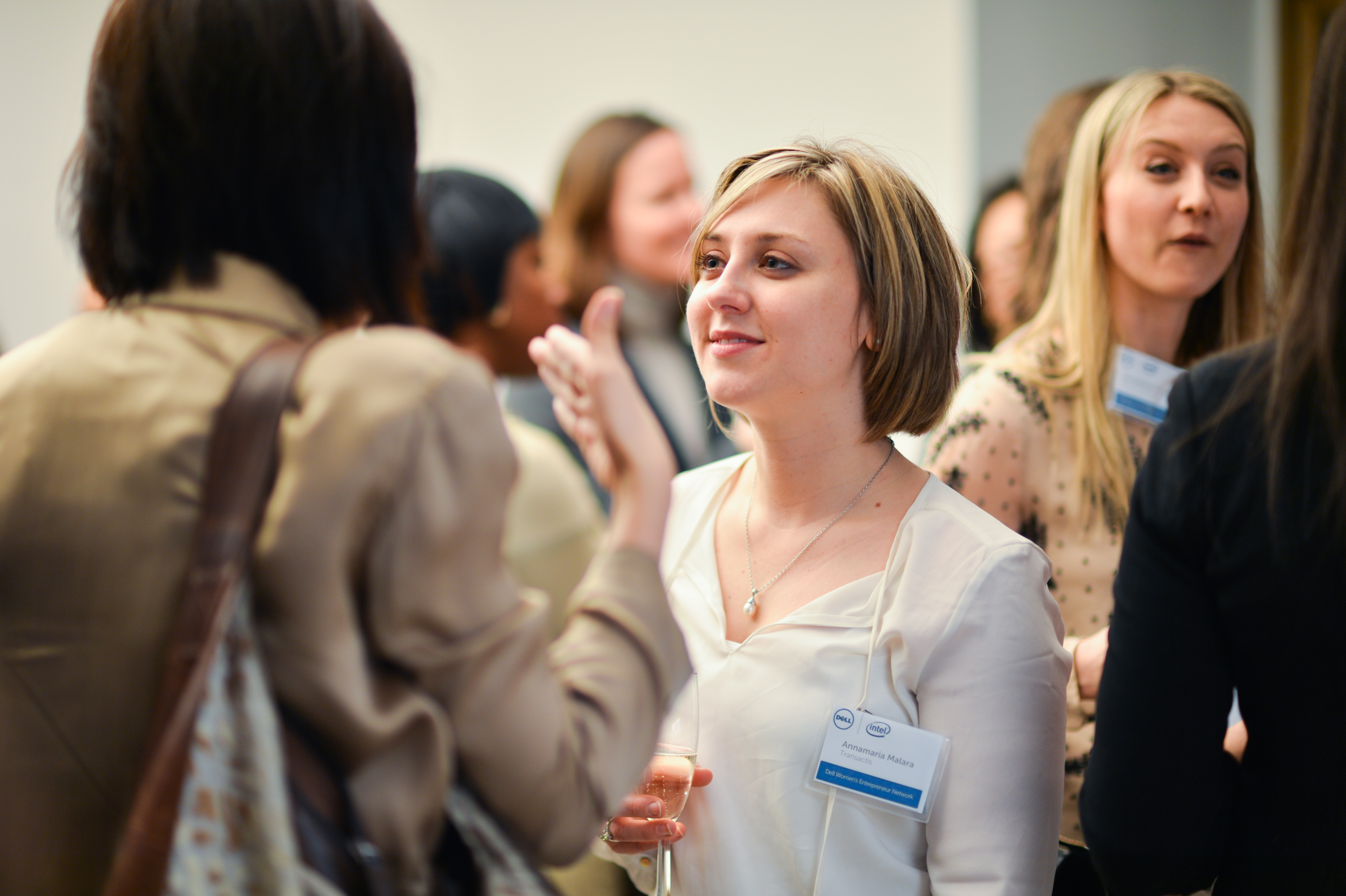
Esdeveniment de Dell Women's Entrepreneur Network a la ciutat de Nova York

Els factors que poden predir l'èxit empresarial inclouen els següents:
Mètodes
- Establir estratègies per a l'empresa, incloses estratègies de creixement i supervivència.
- Manteniment dels recursos humans (reclutament i retenció d'empleats i executius amb talent).
- Assegurar la disponibilitat dels materials necessaris (per exemple, primeres matèries utilitzades en la fabricació, xips d'ordinador, etc.)
- Assegurar que l'empresa té un o més avantatges competitius únics.
- Garantir un bon disseny organitzatiu, una bona governança i una coordinació organitzativa.
- Congruència amb la cultura de la societat.[109]

Mercat
- Poden utilitzar models d'empresa a empresa (B2B) o d'empresa a consumidor (B2C).
- Mercats d'alt creixement.
- S'adrecen a clients o mercats que altres persones no aprofiten o no troben.

Indústria
- Indústria en creixement.
- Impacte de l'alta tecnologia en el sector.
- Alta intensitat de capital.
- Mida petita de l'empresa de mitjana.

Equip
- Equip gran, de gènere i raça diversos amb varietat de talents, més que no pas un emprenedor individual.
- Estudis universitaris.
- Experiència en gestió prèvia a l'emprenedoria.
- Experiència laboral en el sector de start-ups.
- Prèviament ocupat a temps complet més que no pas en atur.
- Experiència emprenedora prèvia.
- Participació a temps complet en la nova empresa.
- Motivat per una sèrie d'objectius diversos, no només per beneficis econòmics.
- Nombre i diversitat de vincles socials dels membres de l'equip i amplitud de les seves xarxes i contactes empresarials.

Companyia
- Pla de negoci escrit.
- Centrat en una línia de productes o servei unificada i connectada.
- Capacitat competitiva basada en una dimensió diferent del preu (per exemple, qualitat o servei).
- Màrqueting intens i ben orientat des del principi.
- Controls financers estrictes.
- Capital inicial i de creixement suficient.
- Model de corporació, no d'empresa individual

Estatus
- El benestar econòmic pot permetre a un emprenedor cobrir els costos inicials i fer front als reptes del flux d'efectiu.
- De raça, ètnia o gènere dominants en cultures estratificades socialment.[110]